# 煽動
煽動群眾（demagoguery）是一種利用偏見、情緒、恐懼、仇恨及大眾意識來增加政治或宗教權力的手段；煽動家（demagogue）一般會利用誇張的肢體語言、聳動的話術修辭和不斷的宣傳或攻擊來達到其目的，主題多為國家主義、民族主義、民粹主義或宗教。

## 用途和定義
20世紀的美國社會批評家和幽默作家孟肯（H. L. Mencken）將煽動家定義為「一種對著廣大的白痴們宣傳教義，而自己也知道這些教條都是假的人。」
正如蕭伯納說：
雖然一個完美的煽動與最糟的煽動間沒有高下之分──他們都用恰當的語句達到了自己的目的，而且也都成功，不過在這世上，欺騙人民讓自己替天行道的政治人物（不管他假扮成甚麼身分）和一個欺騙人民去增強其個人野心，並增進那些經營報社的財閥的經濟利益，而且欺騙人民互惠地支持他的人之間，卻有天壤之別。
马克斯·韦伯：
在古希臘自由的在城邦國家裡茁壯的「煽動家」式的政治領導層特別會引起我們深切的關注；如同城邦本身，煽動家最早是西方，尤其是地中海文明特有的現象。後來，內閣「黨魁」（party leader）式的政治領導階層則在憲政國家的土壤裡發芽，現在諸多煽動家見於許多國家，已經不是西方獨有的現象。

## 著名的煽動家
- 亞西比德：於伯羅奔尼撒戰爭期間說服雅典民眾佔據西西里。他在雅典議會的演說中強調此行動的潛在優勢，並被任命為指揮官，參與領導遠征。[來源請求]
- 查爾斯·庫格林：這位美國天主教神父是1930年代利用廣播傳播信息的先驅之一。起初，他支持小羅斯福及其新政，但隨後轉為批評羅斯福的政策。他的廣播內容逐漸包含爭議性主題，包括對猶太人的批評及對希特勒和墨索里尼的支持。[來源請求]
- 希特拉：利用日耳曼人的民族情感及經濟危機相關的陰謀論來領導德國納粹黨，建立了一個高度集權的政府。他的演說和領導風格強化了其政治影響力，同時推動了德國的軍事擴張與戰爭進程。[來源請求]
- 約瑟夫·麥卡錫：威斯康星州的一位美國參議員和知名演說家。在1950年代早期，他通過指控多名政治人物和共產主義同情者來獲得政治影響力。但他後來擴大指控範圍至反對他的政敵，並未能提供具體證據，最終於1954年被美國參議院正式譴責。[來源請求]

## 煽動群眾的手法
以下為煽動家常用的手法。煽動家不一定會用到全部的方法。在一般正常的情況下，一位政治家（statesman）在演說時，間或亦會用上一兩種類似的手法。但當中最大的區別在於，煽動家每每使用煽惑手段來挑起群眾的狂熱，令群眾無法理性分析和討論問題。

### 代罪羔羊
最常見的煽惑群眾的手法是尋找代罪羔羊：將「我類」的問題歸咎是由「非我類」所造成的；分類的方法，可以是種族、宗教、或階級。例如，麥卡錫將美國當時的問題歸咎於共產黨的滲透。希特勒將德國在第一次世界大戰戰敗以及戰後的種種問題歸咎於猶太人。煽動家煽惑平民百姓，罪咎其他族群的手法，大都相近：我們是真正的美國人/德國人/基督徒/庶民；他們是猶太人/共產黨/外國人/新移民/精英階層/資本家；他們用盡欺詐的手段，巧取豪奪，將我們普通人的努力所得搶走。他們正在秘密奪權，或者根本就在背後操弄。他們是低等人類，強姦我們的婦女；若果我們不想辦法驅逐或消滅他們，我們將無容身之地。

### 散播恐懼
煽動家常常在群眾中散播恐懼，挑動他們起而抗爭，積極行動，還阻止理性的討論問題。煽動家還經常使用恐嚇、暴力、強姦、甚至暗殺的手段來引起恐懼。

### 撒謊
在正常的情況下，政治家的演說在提出政策並指出對手的問題，理性說服選民做出明智的選擇。而煽動家則會使用誇張的肢體語言，激動的煽惑言詞，目的在挑動聽眾的情緒，而不管根本與背後的事實。煽動家往往善於閱讀群眾的反應；投機選擇群眾最能接受的議題。當一個謊言無效，煽動家經常會使用另一個謊言來掩飾或抗辯。

### 個人魅力及演說能力
煽動家通常擅長演說，能帶動群眾情緒。煽動家或擅長話題話術，或富於個人魅力，或二者兼備。希特勒即為二者兼具的表表者。希特勒的眼神彷若有催眠能力。他演說時往往以慢調和聲開始，先說其一次大戰及戰後的艱苦經歷，以引起 聽眾同情。然後說話聲線速度逐漸增加，結尾的時候高潮爆發，針對猶太人、共產黨人、波蘭人等等「外人」加以嘲弄、侮辱、恐嚇以引起群眾對他們的仇恨。

### 指控對手軟弱、背叛
煽動家經常指控與自己立場本來相類似的競選對手，在面對「外來敵人」的時表現軟弱，或稱其一事無成。甚或至在無根㯫之下，指斥他的競選對手受到敵人的操弄，出賣背叛。

### 鼓吹勇武、暴力
煽動家經常慫恿追隨者要勇武，使用武力或暴力威嚇對手。其目的在增加支持者對自己的忠誠，或希望對手因恐懼而不敢發聲。

### 擺出平民姿勢
煽動家常以衣著、口號、或其他小動作，來裝出親民的姿態，或自稱自己就是庶民。

### 過度簡化問題
煽動家常將本來需要耐心思考與推究的複雜問題，加以簡化，甚至過度簡化，令人以為問題只有一個簡單的原因或解決的方法。例如希特勒將德國在第一次世界大戰的敗戰，簡化為「猶太人在背後暗算」。又例如，一個煽動家會將國民的就業問題，簡化為新移民的競爭。

### 利用或攻擊新聞媒體
煽動家擅長利用網路、報紙雜誌、電視等媒體來壯大自己的聲勢，甚至傳播假消息。但如果發現某些新聞媒體，其言論或消息可能破壞群眾對他的支持，煽動家經常會不停攻擊對其不利的媒體，稱其受外來勢力操控。

## 外部連結
- C. Chalquist, "Demagogy Checklist", Terrapsych.com - serving the animate presence of place
- P.M. Carpenter, "What Qualifies as Demagoguery?, History News Network （页面存档备份，存于）
- "DEMAGOGY AND DEMOCRATIC LOYALTY INSTEAD OF OLIGOGY AND CONSTITUTIONAL PATRIOTISM.", Selected Works, ANTONI ABAD I NINET1 （页面存档备份，存于）